# American Pie Presents: Beta House
American Pie Presents: Beta House (título en español: American Pie presenta: La Casa Beta) es una película de comedia estadounidense, sexta entrega de la saga American Pie y es la continuación directa de American Pie Presents: The Naked Mile. Fue escrita por Erik Lindsay y basada en los personajes creados por Adam Herz.

## Argumento
La reciente soltería de Erik Stifler es alentada por su padre para "aplastar algunos traseros". Erik y su amigo, Mike "Cooze" Coozeman, llegan a la universidad, donde Erik conoce a Ashley en los baños mixtos y a su compañero novato, Bobby. El primo de Erik, Dwight Stifler, invita a Erik, Cooze, y Bobby a una fiesta en la Casa Beta. Ellos se enteran cómo pueden obtener la elegibilidad para entrar a la fraternidad de la Casa Beta y conocen a Wesley. El trío debe completar 50 tareas, incluyendo hacer que sus culos sean firmados por una bailarina de estriptis, tener relaciones sexuales con una profesora, casarse con un amigo en Canadá, y poner un avestruz vivo en la casa de la fraternidad friki.
Después de completar la tarea final, consistente en robar algo de la casa friki, el presidente friki, Edgar, desafía a los Beta a las Olimpiadas griegas. El exalumno de Casa Beta, Noah Levenstein, regresa a la fraternidad para oficiar en el concurso. El primer concurso es ganado por la Casa Beta, con Dwight y Edgar compitiendo por sacar más rápido los sostenes de las chicas. La Casa Beta pierde los próximos dos concursos: un duelo de sable de luz y capturar un cerdo engrasado. Después de enterarse de que Edgar tuvo relaciones sexuales con una oveja, los Betas utilizan el fetiche de Edgar con la lana en su contra en el último desafío, lo que le cuesta su casa y el torneo.
Los Betas son anfitriones en una fiesta de togas, donde Cooze, para su alivio, por fin se acuesta con Denise y todas las sospechas de que podría ser un hombre se habían ido. A la mañana siguiente, Wesley se despierta finalmente, creyendo que su maldición como una amenaza inconsciente se acabó, sólo para enfrentarse a la fisicoculturista de la antigua Casa friki. En la escena después de los créditos, Edgar instruye a una estríper como bailar con un casco del disfraz de oveja.

### Los Beta
La fraternidad Beta Delta Xi esta vez es desafiada por los Frikies. Dwigth, como líder de los beta, deberá procurar que su fraternidad se mantenga viva y de fiesta como siempre, para ello acepta el reto de Edgar para participar en las Olimpíadas Griegas.

### Los Nerds
La fraternidad Epsilon Sigma Kappa liderada por Edgar, es una fraternidad de cerebritos con bastante dinero y son quienes dominan la universidad. En su búsqueda por echar a los beta de la universidad es que decide retar a Stifler en unas Olimpiadas Griegas.

### Olimpiadas Griegas
Son una serie de pruebas a las que Edgar reta a Dwigth y en las que se juegan los estatutos de cada fraternidad. Curiosamente, en las pruebas físicas (que en propias palabras de Noah Levenstein, los betas tenían ganadas) los frikis resultaron vencedores (aunque de cierta forma haciendo trampa) y en las pruebas de desenfreno los betas le hacen honor a su reputación y arrasan. En estas pruebas, Noah Levenstein (Eugene Levy) sería el juez. Las pruebas son descabelladas y consisten en:
- La Liberación de Venus: el hombre que deshaga más rápido los brassiers de su lado, gana.
- La Batalla de Ares: dos hombres peleando hasta que uno tire al otro al agua.
- El Festín de Demeter: el primero en atrapar un cerdo engrasado gana.
- La Ruleta Griega: en lugar de balas usan cartuchos llenos de semen de caballo añejado.
- El Transporte de la Mujer: El hombre que transporte a una mujer gana.
- La guerra del Peloponeso: el primer equipo en consumir un barril de cerveza entero gana (los frikis quisieron hacer trampa pero Wesley, de los betas, acabó con el barril.
- El Auge de Afrodita: aguantar el mayor tiempo, y el primer hombre en eyacular, pierde.[3]

### Las pruebas de los aspirantes a Betas
- 1- Rayar el tablero desnudo
- 2- Firma de una estríper en el trasero (con prueba fotográfica).
- 3- Hacer un trío.
- 4- Atrapar un gato callejero.
- 5- Liarse con más de dos en la misma noche.
- 6- Aguantar una fiesta de la cerveza sin ir a orinar.
- 7- Prueba ATA (Absenta tequila absenta).
- 8- Petición formal y arrodillado de la lluvia dorada.
- 9- Hacer la plaza: ronda de chupitos y luego montar en una atracción.
- 10- Desabrochar tres sujetadores en público.
- 11- Publicar una foto erótica.
- 12- Bolsa de mierda incendiaria.
- 13- Recorrer el campo de fútbol en tanga.
- 14- Disfrazarse de mujer (no vale carnaval).
- 15- Entrar a más de 10 tías en una noche.
- 16- Ir a una playa nudista.
- 17- Entrada triunfal a un bar (se requiere calvo).
- 18- Culo veloz (correr en gayumbos/tanga alrededor del campus, una vueltecita al menos).
- 19- Piropo cafre (EJ. Si se unen los mares con los ríos por qué no unir tus pelos con los mios).
- 20- 10 toques a un balón encastañado.
- 21- Conseguir que te quiten el cinto en público con la boca.
- 22- Tener sexo en el ascensor.
- 23- Tener sexo en la biblioteca.
- 24- Tener sexo en el cine.
- 25- Subir a un escenario.
- 26- Llamar a un compañero en medio de un polvo.
- 27- Fingir un robo.
- 28- Correr delante de un perro enseñándole un chorizo.
- 29- Bailar en la barra de un bar.
- 30- Eructo a la cara.
- 31- Mendigar.
- 32- Correr con una media o pasamontañas en la cabeza por la calle.
- 33- Grabar video porno (vale ser director).
- 34- Meterle ficha a una vieja.
- 35- Retar a una lucha de chupitos.
- 36- Meter ficha a un tío, y en el caso de las tías a una tía.
- 37- hacer que una estríper firme sustraseros
- 38- Montar encima de una vaca (distancia mínima 10 metros).
- 39- Aguantar un minuto bebiendo cerveza haciendo el pino.
- 40- Que te hagan un estriptis.
- 41- Tirarse a una bisexual.
- 42- Tirarse a una profesora.
- 43- Orinar un coche mientras lo adelantas.
- 44- Bañarse en bolas de noche.
- 46- Bailar en un cine.
- 47- Follarse a una extranjera.
- 48- Pintarle los labios a una estatua.
- 49- Que dos compañeros follen a dos chicas en la misma habitación.
- 50- Dejar un bar sin cerveza.
- 51- Mamada mientras cagaba!
- 52- Robar un avestruz!
- 53- Abrir un casino ilegal.
- 54- Hacerse un tatuaje en México y volver
- 55- Emborracharse hasta orinarse encima.

## Elenco
- John White como Erik Stifler.
- Steve Talley como Dwigth Stifler.
- Jake Siegel como Mike "Coose" Cooseman.
- Eugene Levy como Noah Levenstein "Sr. Levenstein".
- Meghan Heffern como Ashley.
- Robbie Amell como Nick Anderson.
- Sarah Power como Denise.
- Tyrone Savage como Edgar.
- Dan Petronijevic como Bull.
- Nic Nac como Bobby.
- Jonathan Keltz como Wesley "La Amenaza Inconsciente".
- Christopher McDonald como Sr. Stifler.
- Christine Barger como Margie.
- Jordan Prentice como Rock.

## Banda sonora
1. Hope this helps Beta House soundtrack.
2. Sound Experience - Don't Fight The Feeling
3. Devin Lima - Rocky Road
4. Love Arcade - Candy
5. Dong Carrion - Everything Is Gonna Be OK
6. Miss Eighty 6 - Drive Me Crazy
7. Miss Eighty 6 - Candy Store
8. Miss Eighty 6 - Bounce Back
9. Miss Eighty 6 - Inside Outside
10. Miss Eighty 6 - Rebound
11. Soul P - I Ain't Going Nowhere
12. Soul P - Put Your Hands Up
13. Aceyalone - Find Out
14. Robyn Johnson - Girls
15. Psykohead - Walking On Fire
16. Psykohead - Give Me More
17. Fulanitoft feat. Tonny Tun Tun - Sábado En La Noche
18. Rich Dolman - I Found My World
19. Bomas Of Kenya - Kjana Mwana Mwali
20. Betsy Roo - Killer
21. The John Does - Stop Before You Start
22. The Group - Gonna Love You
23. Gleedsville - My Everything
24. Daphne Loves Derby - Cue The Sun
25. Dem Naughty Boys - That Kinda Booty
26. Dem Naughty Boys - Pick It Up
27. Jen Foster - All This Time
28. Poxy - I'm Sick Of Being Home
29. Mobenix - Ladies In Da Club
30. Bubble - On a Bender
31. Ben Gidsjoy - Head Up
32. Ten Days Till - Get Them Hands High
33. God Made Me Funky - Won More Time
34. God Made Me Funky - Luv T'day
35. Simon Lynge - Love Comes Back To You
36. Rene van Verseveld - Techno